# Houston Texans

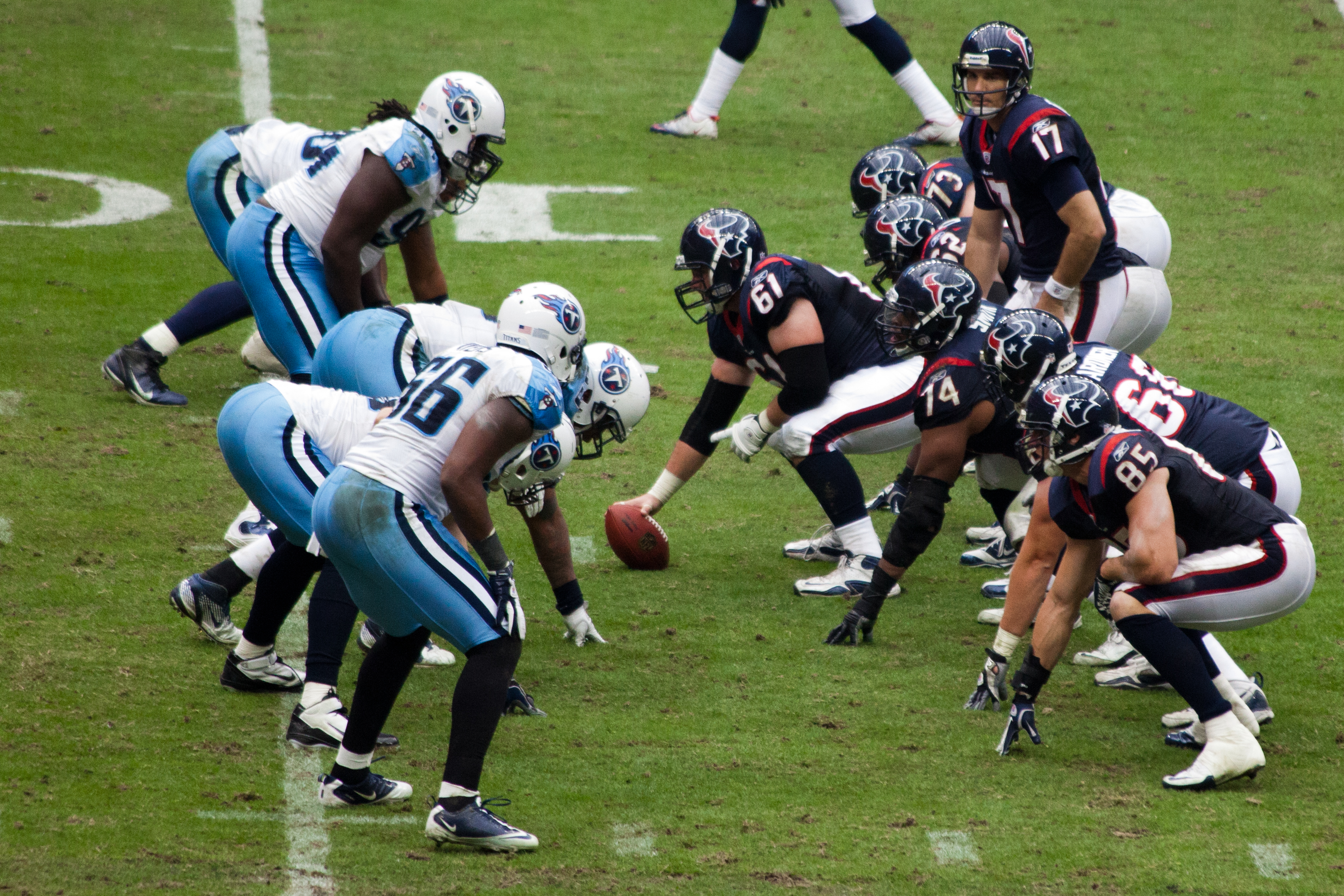
De Houston Texans (rechts) in actie tegen de Tennessee Titans (2012)

De Houston Texans (of simpelweg de Texans) is een professioneel American footballteam uit Houston, Texas. Ze komen uit in de zuiddivisie van de American Football Conference (AFC), wat onderdeel is van de National Football League (NFL).
Het team begon in 2002 met spelen in Houston, omdat er plaats was voor een nieuw team in de AFC. Los Angeles was de favoriet om een team toegewezen te krijgen, maar omdat de financiering daar niet rond kwam, wordt het nieuwe team toegewezen aan Houston. Voorheen waren de Houston Oilers actief in Houston, maar deze ploeg verhuisde in 1997 naar Nashville (Tennessee) en veranderden hun naam in 1999 in de Tennessee Titans. In hun korte bestaan hebben de Houston Texans nog geen NFL kampioenschap weten te winnen.

## Naam
De naam Texans werd verkozen boven Apollos en Stallions. De Kansas City Chiefs speelden tot 1962 in Dallas onder de naam Dallas Texans en Robert McNair, de eigenaar van de Houston Texans, moest toestemming krijgen van Lamar Hunt, de eigenaar van de Chiefs, om de naam Texans te mogen gebruiken.

## Resultaten
| Seizoen | Competitie | Conf | Div   | Regulier seizoen | Regulier seizoen | Regulier seizoen | Regulier seizoen | Regulier seizoen | Play-offs             | Play-offs          | Play-offs    | Play-offs  |
| Seizoen | Competitie | Conf | Div   | Plek             | W                | G                | V                | Pct              | Wild Card             | Divisional Playoff | Championship | Super Bowl |
| ------- | ---------- | ---- | ----- | ---------------- | ---------------- | ---------------- | ---------------- | ---------------- | --------------------- | ------------------ | ------------ | ---------- |
| 2002    | NFL        | AFC  | South | 4e               | 4                | 0                | 12               | 0,250            |                       |                    |              |            |
| 2003    | NFL        | AFC  | South | 4e               | 5                | 0                | 11               | 0,313            |                       |                    |              |            |
| 2004    | NFL        | AFC  | South | 3e               | 7                | 0                | 9                | 0,438            |                       |                    |              |            |
| 2005    | NFL        | AFC  | South | 4e               | 2                | 0                | 14               | 0,125            |                       |                    |              |            |
| 2006    | NFL        | AFC  | South | 4e               | 6                | 0                | 10               | 0,375            |                       |                    |              |            |
| 2007    | NFL        | AFC  | South | 4e               | 8                | 0                | 8                | 0,500            |                       |                    |              |            |
| 2008    | NFL        | AFC  | South | 3e               | 8                | 0                | 8                | 0,500            |                       |                    |              |            |
| 2009    | NFL        | AFC  | South | 2e               | 9                | 0                | 7                | 0,563            |                       |                    |              |            |
| 2010    | NFL        | AFC  | South | 3e               | 6                | 0                | 10               | 0,375            |                       |                    |              |            |
| 2011    | NFL        | AFC  | South | 1e               | 10               | 0                | 6                | 0,625            | 31–10 v. Bengals      | 20–13 @ Ravens     |              |            |
| 2012    | NFL        | AFC  | South | 1e               | 12               | 0                | 4                | 0,750            | 19–13 v. Bengals      | 41–28 @ Patriots   |              |            |
| 2013    | NFL        | AFC  | South | 4e               | 2                | 0                | 14               | 0,125            |                       |                    |              |            |
| 2014    | NFL        | AFC  | South | 2e               | 9                | 0                | 7                | 0,563            |                       |                    |              |            |
| 2015    | NFL        | AFC  | South | 1e               | 9                | 0                | 7                | 0,563            | 0–30 v. Chiefs        |                    |              |            |
| 2016    | NFL        | AFC  | South | 1e               | 9                | 0                | 7                | 0,563            | 27–14 v. Raiders      | 34–16 @ Patriots   |              |            |
| 2017    | NFL        | AFC  | South | 4e               | 4                | 0                | 12               | 0,250            |                       |                    |              |            |
| 2018    | NFL        | AFC  | South | 1e               | 11               | 0                | 5                | 0,688            | 7–21 v. Colts         |                    |              |            |
| 2019    | NFL        | AFC  | South | 1e               | 10               | 0                | 6                | 0,625            | 22–19 (n.v.) v. Bills | 51–31 @ Chiefs     |              |            |
| 2020    | NFL        | AFC  | South | 3e               | 4                | 0                | 12               | 0,250            |                       |                    |              |            |
| 2021    | NFL        | AFC  | South | 3e               | 4                | 0                | 13               | 0,235            |                       |                    |              |            |
| 2022    | NFL        | AFC  | South | 4e               | 3                | 1                | 13               | 0,206            |                       |                    |              |            |
| 2023    | NFL        | AFC  | South | 1e               | 10               | 0                | 7                | 0,588            | 45–14 v. Browns       | 34–10 @ Ravens     |              |            |
| 2024    | NFL        | AFC  | South | 1e               | 10               | 0                | 7                | 0,588            | 32–12 v. Chargers     | 23–14 @ Chiefs     |              |            |

| Kleur of afkorting | Betekenis                |
| ------------------ | ------------------------ |
| Groen              | Won divisie              |
| Licht groen        | Geplaatst voor play-offs |
| Score v.           | Uitslag thuisduel        |
| Score @            | Uitslag uitduel          |

## Erelijst
Divisie-titels (8)
2011, 2012, 2015, 2016, 2018, 2019, 2023, 2024
Deelnames play-offs (8)
2011, 2012, 2015, 2016, 2018, 2019, 2023, 2024

## Bekende (oud-)spelers
- DeMeco Ryans, kreeg in 2006 de Defensive Rookie of the Year Award.
- Brian Cushing, kreeg in 2009 de Defensive Rookie of the Year Award
- J. J. Watt, kreeg in 2012 de Defensive Player of the Year Award